# Liste von Historikern des 18. und 19. Jahrhunderts
Die Liste von Historikern des 18. und 19. Jahrhunderts führt beispielhaft solche Personen auf, die im Gesamtgebiet der Erforschung, Darstellung und Interpretation der Geschichte, einschließlich der Archäologie, Ur- und Frühgeschichte und Historischen Hilfswissenschaften, Besonderes geleistet haben und/oder sehr bekannt geworden sind. Dabei kann es Überschneidungen mit anderen Fachgebieten geben. Aufgenommen sind Personen, die nach 1669 und vor 1870 geboren wurden. Historiker mit dem Geburtsdatum im Jahr 1870 oder später finden sich in der Liste von Historikern des 20. und 21. Jahrhunderts. Eine Person, die sowohl im 19. als auch im 20. Jahrhundert gelebt und gewirkt hat (Forschung und Lehre, Publikationen), kann in beiden Listen geführt werden. Diese Liste stellt eine Auswahl dar und erhebt keinen Anspruch auf Vollständigkeit. Viele weitere Historiker haben Bedeutendes geleistet. Eine umfangreichere Übersicht von Historikern findet sich in der Kategorie:Historiker.

## A
- Caspar Abel (1676–1763), deutscher Historiker und Mundartdichter
- John Emerich Edward Dalberg-Acton, 1. Baron Acton (1834–1902), englischer Historiker und Journalist
- Herbert Baxter Adams (1850–1901), US-amerikanischer Historiker
- Charles McLean Andrews (1863–1943), US-amerikanischer Historiker (Geschichte der USA)
- Alfred von Arneth (1819–1897), österreichischer Historiker
- Alphonse Aulard (1849–1928), französischer Historiker und Literaturwissenschaftler (Geschichte der Franz. Revolution)

## B
- Cesare Balbo (1789–1853), italienischer Historiker, Staatsmann und Schriftsteller
- George Bancroft (1800–1891), US-amerikanischer Historiker und Staatsmann
- Heinrich Barth (1821–1865), deutscher Afrikaforscher, Archäologe und Begründer der Afrikanistik
- Adolf Bastian (1826–1905), deutscher Ethnologe
- Johann Rudolph Becker (1736–1815), deutscher Historiker und Chronist
- Karl Julius Beloch (1854–1929), deutscher Althistoriker
- Georg von Below (1858–1927), deutscher Verfassungs- und Wirtschaftshistoriker
- Ernst Bernheim (1850–1942), deutscher Historiker (Methodik, Geschichtsphilosophie)
- Friedrich von Bezold (1848–1928), deutscher Historiker (Renaissance, Reformationszeit)
- Wilhelm von Bippen (1844–1923), Biografien, Bremer Geschichte
- Philipp August Böckh (1785–1867), deutscher Altertumsforscher und Philologe
- Johann Friedrich Böhmer (1795–1863), deutscher Historiker, Archivar und Bibliothekar
- Karl Brandi (1868–1946), deutscher Historiker
- Lujo Brentano (1844–1931), deutscher Wirtschaftswissenschaftler und Sozialreformer (Jüngere Historische Schule der Ökonomie)
- Harry Bresslau (1848–1926), deutscher Historiker und Diplomatiker
- Kurt Breysig (1866–1940), deutscher Historiker und Soziologe (Universalgeschichte, Kulturgeschichte)
- Alexander Brückner (1834–1896), deutscher Historiker (Wirtschaftsgeschichte)
- James Bryce, 1. Viscount Bryce (1838–1922), englischer Historiker, Jurist, Politiker und Diplomat
- Henry Thomas Buckle (1821–1862), englischer Historiker
- Heinrich von Bünau (1697–1762), deutscher Historiker (Politische Geschichte)
- Jacob Burckhardt (1818–1897), Schweizer Kulturhistoriker
- Konrad Burdach (1859–1936), deutscher Historiker und Philologe
- John B. Bury (1861–1927), englischer Althistoriker und Philologe
- Wilhelm Busch (1861–1929), deutscher Historiker

## C
- Thomas Carlyle (1795–1881), schottischer Historiker und Essayist
- Johann Martin Chladni (1710–1759), deutscher Historiker und Theologe
- Carl Adolf Cornelius (1819–1903), deutscher Historiker und Politiker
- Vincenzo Cuoco (1770–1823), italienischer Historiker
- Ernst Curtius (1814–1896), deutscher Althistoriker und Klassischer Archäologe

## D
- Friedrich Christoph Dahlmann (1785–1860), deutscher Historiker und Staatsmann
- Hans Delbrück (1848–1929), deutscher Historiker und Politiker (Universalgeschichte, Militärgeschichte)
- Heinrich Denifle (1844–1905), österreichischer Kultur- und Kirchenhistoriker und Archivar
- Carlo Giovanni Maria Denina (1731–1813), italienischer Historiker und Philologe
- Anselm Desing (1699–1772), deutscher Historiker, Philosoph und Pädagoge
- Johannes Dierauer (1842–1920), Schweizer Historiker
- Wilhelm Dilthey (1833–1911), deutscher Geschichtsphilosoph, Psychologe und Pädagoge
- Ignaz von Döllinger (1799–1890), deutscher Theologe, Politiker und Historiker
- Alfons Dopsch (1868–1953), österreichischer Historiker (Mediävist) und Diplomatiker
- Johann Gustav Droysen (1808–1884), deutscher Historiker (Antike, Neuere Geschichte, Methodik)
- Gustav Droysen (1838–1908), deutscher Historiker (Neuere Geschichte)
- Wilhelm Drumann (1786–1861), deutscher Historiker (Antike, Sozialgeschichte der Antike)
- Louis Duchesne (1843–1922), französischer Priester, Philologe und Historiker
- Heinrich Düntzer (1813–1901), deutscher Literarhistoriker und Altphilologe
- Maximilian Wolfgang Duncker (1811–1886), deutscher Historiker und Politiker
- William Archibald Dunning (1857–1922), US-amerikanischer Historiker und Staatswissenschaftler
- Romesh Chunder Dutt (1848–1909), indischer Historiker und Politiker

## E
- Georg Moritz Ebers (1837–1898), deutscher Ägyptologe und Schriftsteller
- Diedrich Ehmck (1836–1908), deutscher Historiker und Senator in Bremen
- Karl Friedrich Eichhorn (1781–1854), deutscher Jurist und Rechtshistoriker (Historische Rechtsschule)
- Josef Egger, 1839–1903, Tiroler Historiker
- Friedrich Engels (1820–1895), deutscher Unternehmer, Politiker und Historiker
- Bernhard Erdmannsdörffer (1833–1901), deutscher Historiker
- Kristian August Erslev (1852–1930), dänischer Historiker (Mediävistik, Geschichtsmethodik, Numismatik)

## F
- George Finlay (1799–1875), britischer Historiker und Philhellene
- Enríque Flórez (1702–1773), spanischer Historiker und Numismatiker
- Frobenius Forster (1709–1791), deutscher Philosoph, Historiker und Pädagoge
- Friedrich Christoph Förster (1791–1868), deutscher Historiker und Schriftsteller
- Emil Friedberg (1837–1910), deutscher Jurist und Rechtshistoriker
- James Anthony Froude (1818–1894), englischer Historiograph
- Robert Fruin (1823–1899), niederländischer Historiker
- Numa Denis Fustel de Coulanges (1830–1889), französischer Historiker (Antike, Mittelalter)

## G
- Louis Prosper Gachard (1800–1885), belgischer Archivar und Historiker
- Thomas Heinrich Gadebusch (1736–1804), deutscher Staatsrechtler und Historiker
- Johannes Gallandi (1843–1917), deutscher Offizier und Genealoge
- Johann Georg August Galletti (1750–1828), deutscher Historiker und Geograph
- Samuel Rawson Gardiner (1829–1902), britischer Historiker
- Johann Christoph Gatterer (1727–1799), deutscher Historiker (Universalgeschichte, Historische Hilfswissenschaften)
- Bruno Gebhardt (1858–1905), deutscher Historiker
- Auguste Geffroy (1820–1895), französischer Historiker
- Georg Gottfried Gervinus (1805–1871), deutscher Historiker und Politiker
- Pietro Giannone (1676–1748), italienischer Historiker
- Edward Gibbon (1737–1794), britischer Historiker und Politiker
- Otto von Gierke (1841–1921), deutscher Jurist, Rechtshistoriker und Sozialpolitiker (Historische Rechtsschule germanistischer Richtung)
- Wilhelm Giesebrecht (1814–1889), deutscher Historiker
- Nikolai Wassiljewitsch Gogol (1809–1852), russischer Schriftsteller und Historiker ukrainischer Herkunft
- Eberhard Gothein (1853–1923), deutscher Ökonom, Kultur- und Wirtschaftshistoriker
- Ferdinand Gregorovius (1821–1891), deutscher Schriftsteller und Historiker
- Maximilian Gritzner (1843–1902), deutscher Beamter und Historiker (Heraldik, Phaleristik)
- George Grote (1794–1871), englischer Althistoriker
- Hermann Grotefend (1845–1931), deutscher Archivar und Historiker
- Johann Rudolf Gruner (1680–1761), Schweizer Pfarrer, Sammler und Chronist
- Valentin Ferdinand Gudenus (1679–1758), deutscher Jurist und Historiker
- Jacob Paul von Gundling (1673–1731), deutscher Historiker
- Nikolaus Hieronymus Gundling (1671–1729), deutscher Jurist, Historiker und Philosoph

## H
- Henry Hallam (1777–1859), britischer Historiker
- Karl Ludwig Hampe (1869–1936), deutscher Historiker und Mediävist
- Adolf von Harnack (1851–1930), deutscher Theologe, Kirchenhistoriker und Wissenschaftsorganisator
- Ludo Moritz Hartmann (1865–1924), österreichischer Historiker und Politiker
- Carl Friedrich Haug (1795–1869), deutscher Historiker und lutherischer Theologe im Königreich Württemberg
- Hans Hausrath (1866–1945), deutscher Forstwissenschaftler und Waldbauhistoriker
- Ludwig Häusser (1818–1867), deutscher Historiker und Politiker, Großherzogtum Baden
- Wilhelm Havemann (1800–1869), deutscher Historiker
- Arnold Heeren (1760–1842), deutscher Historiker
- Karl Hegel (1813–1901), deutscher Historiker
- Karl Theodor von Heigel (1842–1915), deutscher Historiker
- Johann Gottfried Herder (1744–1803), deutscher Dichter, Übersetzer, Theologe, Literaturtheoretiker und Geschichts- und Kulturphilosoph
- Marquard Herrgott (1694–1762), deutscher Benediktiner und Historiker (Historische Hilfswissenschaften)
- Ludvig Holberg (1684–1754), skandinavischer Dichter, Historiker und Philosoph
- Ricarda Huch (1864–1947), deutsche Dichterin, Philosophin und Historikerin
- Wilhelm von Humboldt (1767–1835), deutscher Wissenschaftler und Staatsmann
- David Hume (1711–1776), schottischer Philosoph, Ökonom und Historiker

## I
- Isaak Iselin (1728–1782), Schweizer Geschichtsphilosoph und Publizist

## J
- Philipp Jaffé (1819–1870), deutscher Historiker, Mediävist und Philologe
- Robert Jameson (1774–1854), schottischer Naturhistoriker, Mineraloge und Geologe
- Johannes Janssen (1829–1891), deutscher Historiker
- Ignaz Jastrow (1856–1937), deutscher Historiker und Sozialpolitiker
- Jean Jaurès (1859–1914), französischer Philosoph, Historiker und Politiker
- Hugo Jentsch (1840–1916), deutscher Gymnasiallehrer, Landeshistoriker und Urgeschichtsforscher
- Théodore Simon Jouffroy (1796–1842), französischer Philosoph

## K
- Nikolai Michailowitsch Karamsin (1766–1826), russischer Schriftsteller und Historiker
- Ignaz Franz Keiblinger (1797–1868), österreichischer Historiker und Bibliothekar
- Adolf Kirchhoff (1826–1908), deutscher Altertumsforscher und Philologe
- Johann Peter Kirsch (1861–1941), luxemburgischer Archäologe, Kirchenhistoriker und Patrologe
- Gustav Friedrich Klemm (1802–1867), deutscher Bibliothekar, Kulturhistoriker
- Wassili Ossipowitsch Kljutschewski (1841–1911), russischer Historiker
- Onno Klopp (1822–1903), deutsch-österreichischer Publizist und Historiker
- Adriaan Kluit (1735–1807), niederländischer Historiker und Mediävist
- Hermann Köchly (1815–1876), deutscher Altphilologe und -historiker
- He(i)nrich Martin Gottfried Köster (1734–1802), deutscher Historiker
- Reinhold Koser (1852–1914), deutscher Historiker und Archivar

## L
- Jean-Baptiste de La Curne de Sainte-Palaye (1697–1781), französischer Historiker, Philologe und Antiquar
- Karl Lamprecht (1856–1915), deutscher Historiker
- Georg Landau (1807–1865), kurhessischer Historiker
- Johann Martin Lappenberg (1794–1865), deutscher Historiker
- Joachim Lelewel (1786–1861), polnischer Historiker und Politiker
- Heinrich Leo (1799–1878), deutscher Historiker und Politiker
- Karl Richard Lepsius (1810–1884), deutscher Ägyptologe, Sprachforscher und Bibliothekar
- Johann Georg Leuckfeld (1668–1726), deutscher Historiker, Klosterforscher und Numismatiker
- Hugo Loersch (1840–1907), deutscher Rechtshistoriker und Denkmalpfleger
- Michail Wassiljewitsch Lomonossow (1711–1765), russischer Wissenschaftler
- Heinrich Luden (1778–1847), deutscher Historiker
- Johann Peter von Ludewig (1668–1743), deutscher Jurist und Historiker

## M
- Jean Mabillon (1632–1707), französischer Benediktiner und Historiker (Historische Hilfswissenschaften)
- Frederic William Maitland (1850–1906), britischer Historiker
- Jakub Josef Dominik Malý (1811–1885), tschechischer Historiker, Schriftsteller und Journalist
- Giovanni Domenico Mansi (1692–1769), italienischer Theologe und Historiker
- Wilhelm Mantels (1816–1879), deutscher Historiker, Philologe und Bibliothekar
- Stanislaus Maronski (1825–1907), polnischer Historiker
- Karl Marx (1818–1883), deutscher Philosoph und Journalist
- Wilhelm Maurenbrecher (1838–1892), deutscher Historiker (Reformationsgeschichte)
- Karl Meichelbeck (1669–1734), deutscher Benediktiner, Theologe und Historiker
- Joseph François Michaud (1767–1839), französischer Historiker, Journalist und Mitglied der Académie française
- Jules Michelet (1798–1874), französischer Historiker, Archivar und Philosoph
- Jacques-Paul Migne (1800–1875), französischer Priester, Journalist, Verleger und Historiker
- Justus Möser (1720–1794), deutscher Jurist, Staatsmann, Literat und Historiker (Gesellschaftsgeschichte, Landesgeschichte)
- Theodor Mommsen (1817–1903), deutscher Historiker und Altertumswissenschaftler
- Gabriel Monod (1844–1912), französischer Historiker
- Theodor von Mörner (1817–1874), deutscher Historiker und Archivar
- Johann Lorenz Mosheim (1694–1755), deutscher Kirchenhistoriker
- Albert Muchar (1786–1849), österreichischer Historiker
- Peter Andreas Munch (1810–1863), norwegischer Historiker
- Ludovico Antonio Muratori (1672–1750), italienischer Wissenschaftler und Geistlicher
- Georg Ludwig Maurer (1790–1872), Rechtshistoriker

## N
- Mustafa Naima (1655–1716), osmanischer Historiker
- Friedrich Nicolai (1733–1811), deutscher Schriftsteller, Buchhändler, Kritiker und Regionalhistoriker
- Barthold Georg Niebuhr (1776–1831), deutscher Althistoriker
- Carl von Noorden (1833–1883), deutscher Historiker

## O
- Andreas Felix von Oefele (1706–1780), deutscher Historiker und Bibliothekar
- Herbert L. Osgood (1855–1918), US-amerikanischer Historiker

## P
- František Palacký (1798–1876), tschechischer Historiker und Politiker
- Juraj Papánek (1738–1802), slowakischer Geistlicher und Historiker
- Konstantinos Paparrigopoulos (1815–1891), griechischer Historiker
- Francis Parkman (1823–1893), US-amerikanischer Historiker
- Georg Heinrich Pertz (1795–1876), deutscher Historiker und Archivar
- Robert von Pöhlmann (1852–1914), deutscher Althistoriker
- August Potthast (1824–1898), deutscher Mittelalterhistoriker und Bibliothekar
- Wilhelm Pückert (1830–1897), deutscher Historiker und Hochschullehrer
- Alexander Sergejewitsch Puschkin (1799–1837), russischer Schriftsteller (u. a. Geschichte Peter des Großen)

## R
- Franjo Rački (1828–1894), kroatischer Theologe, Politiker und Kirchenhistoriker
- Leopold von Ranke (1795–1886), deutscher Historiker
- Friedrich von Raumer (1781–1873), deutscher Historiker und Politiker
- José Manuel Restrepo Vélez (1781–1863), kolumbianischer Jurist, Politiker und Historiker
- Alfred von Reumont (1808–1887), deutscher Staatsmann und Historiker
- Alois Riegl (1858–1905), österreichischer Kunsthistoriker
- Wilhelm Heinrich Riehl (1823–1897), deutscher Journalist, Novellist, Volkskundler und Kulturhistoriker
- Carl Ritter (1779–1859), deutscher Geograph und Geographiehistoriker
- Moriz Ritter (1840–1923), deutscher Historiker
- William Robertson (1721–1793), schottischer Geistlicher, Kirchenpolitiker und Historiograph
- Reinhold Röhricht (1842–1905), deutscher Historiker (Kreuzzüge)
- Wilhelm Roscher (1817–1894), deutscher Ökonom (Ältere Historische Schule der Ökonomie)
- Carl Rosenberg (1829–1885), dänischer Publizist und Historiker
- Karl von Rotteck (1775–1840), deutscher Historiker und Politiker
- Wilhelm Rüstow (1821–1878), deutscher Schriftsteller und Militärhistoriker

## S
- Johan Ernst Welhaven Sars (1835–1917), norwegischer Historiker und Politiker
- Friedrich Carl von Savigny (1779–1861), deutscher Jurist (Historische Rechtsschule)
- Friedrich Wilhelm Joseph Schelling (1775–1854), deutscher Philosoph (Geschichtsphilosophie)
- Theodor Schiemann (1847–1921), deutsch-baltischer Historiker (Osteuropa)
- Friedrich Schiller (1759–1805), deutscher Dichter, Dramatiker, Philosoph und Historiker
- Friedrich Schlegel (1772–1829), deutscher Philosoph, Literaturhistoriker und Übersetzer
- Heinrich Schliemann (1822–1890), deutscher Archäologe (Feldarchäologie)
- August Ludwig Schlözer (1735–1809), deutscher Historiker, Philologe, Pädagoge und Statistiker
- Friedrich Christoph Schlosser (1776–1861), deutscher Historiker (Universalgeschichte)
- Michael Ignaz Schmidt (1736–1794), deutscher Historiker
- Gustav von Schmoller (1838–1917), deutscher Ökonom (Jüngere Historische Schule der Ökonomie)
- Johann Daniel Schöpflin (1694–1771), deutscher Historiker (europäische Geschichte, Landesgeschichte, Diplomatik)
- Johann Matthias Schröckh (1733–1808), deutscher Historiker und Kirchenhistoriker
- Ignaz Schwarz (1690–1763), deutscher Jesuit, Jurist, Theologe und Kirchenhistoriker
- John Robert Seeley (1834–1895), britischer Historiker
- Johann Salomo Semler (1725–1791), deutscher Theologen und (Kirchen-)Historiker
- Theodor von Sickel (1826–1908), deutsch-österreichischer Historiker und Diplomatiker
- Henry Simonsfeld (1852–1913), deutscher Historiker
- Albert Sorel (1842–1906), französischer Schriftsteller und Historiker
- Ludwig Timotheus Spittler (1752–1810), deutscher Historiker (Kirchengeschichte, Politische Geschichte, Landesgeschichte)
- Daniel Stadler (1705–1764), deutscher Jesuit und Historiker
- Leslie Stephen (1832–1904), britischer Kleriker, Historiker und Literat
- Gustav Adolf Harald Stenzel (1792–1854), deutscher Historiker und Politiker
- Rudolf von Stillfried-Rattonitz (1804–1882), deutscher Historiker und Hofbeamter
- Burkhard Gotthelf Struve (1671–1738), deutscher Professor für Geschichte und Staatsrecht
- William Stubbs (1825–1901), englischer Bischof und Historiker
- Samuel Sugenheim (1811–1877), deutscher Historiker
- Heinrich von Sybel (1817–1895), deutscher Historiker und Politiker

## T
- Hippolyte Taine (1828–1893), französischer Philosoph, Historiker und Kritiker
- Augustin Thierry (1795–1856), französischer Historiker
- Adolphe Thiers (1797–1877), französischer Journalist, Politiker und Historiker
- Alexis de Tocqueville (1805–1859), französischer Publizist, Politiker und Historiker
- Heinrich von Treitschke (1834–1896), deutscher Historiker, politischer Publizist und Mitglied des Reichstags

## V
- Francisco Adolfo de Varnhagen (1816–1878), brasilianischer Diplomat und Historiker
- Conrad Varrentrapp (1844–1911), deutscher Historiker und Hochschullehrer
- Otto Vaupell (1823–1899), dänischer Oberst und Militärhistoriker
- Giambattista Vico (1668–1744), italienischer Geschichts- und Rechtsphilosoph
- Rudolf Virchow (1821–1902), deutscher Mediziner (Medizingeschichte, Archäologie, Ur- und Frühgeschichte, Ethnologie, Anthropologie)
- Georg Voigt (1827–1891), deutscher Historiker (Renaissanceforschung)
- Johannes Voigt (1786–1863), deutscher Historiker
- Voltaire (1694–1778), französischer Philosoph, Schriftsteller und Historiker

## W
- Georg Waitz (1813–1886), deutscher Rechtshistoriker, Mediävist und Politiker
- Hermann Wasserschleben (1812–1893), deutscher Rechtshistoriker und Politiker
- Wilhelm Wattenbach (1819–1897), deutscher Historiker und Paläograph
- Franz Xaver von Wegele (1823–1897), deutscher Historiker
- Julius Weizsäcker (1828–1889), deutscher Historiker
- Friedrich Wilken (1777–1840), deutscher Bibliothekar, Historiker und Orientalist
- Johann Joachim Winckelmann (1717–1768), deutscher Archäologe
- Eduard Winkelmann (1838–1896), deutscher Historiker
- Johann Gottlob Worbs (1760–1833), deutscher Theologe und Historiker
- Stephan Alexander Würdtwein (1719–1796), deutscher Kirchenhistoriker und Kirchenrechtler

## Z
- Karl Zeumer (1849–1914), deutscher Historiker (Rechts- und Verfassungsgeschichte des Mittelalters)
- Johann Wilhelm Zinkeisen (1803–1863), deutscher Historiker